# 珍妮弗·多兹
珍妮弗·多兹（英語：Jennifer Dodds，1991年10月1日—），苏格兰女子冰壶运动员。她曾代表英国参加2022年冬季奥林匹克运动会冰壶比赛，获得女子四人金牌和混合双人第四名。